# Notasteron lawlessi
Notasteron lawlessi là một loài nhện trong họ Zodariidae.
Loài này thuộc chi Notasteron. Notasteron lawlessi được Barbara C. Baehr miêu tả năm 2005.